# Szczęściarze
Szczęściarze (fr. Les Veinards) – francuska komedia z roku 1962, składająca się z 5 oddzielnych historii, których bohaterami są ludzie, którzy wygrali określone nagrody w różnych konkursach. Okazuje się, że wygrane nie przynoszą im szczęścia, lecz komplikują życie.

## Futro z norek
Ta część filmu opowiada o młodej gosposi, Jacqueline, która wygrywa futro z norek o które zazdrosna jest pani domu.
Reżyseria: Jean Girault
Scenariusz: Jean Girault, Jacques Vilfrid
Obsada:
- Mireille Darc – Jacqueline, pokojówka
- Jacqueline Monsigny – Laura Boisselier, pani domu
- François Périer – Jérôme Boisselier, mąż Laury
- Yvonne Clech – Élise Flavigny, żona Georges’a
- Guy Tréjean – Georges Flavigny, przemysłowiec

## W restauracji
Pan Bricheton wygrywa posiłek w luksusowej restauracji, którego w rezultacie nie otrzymuje, a za który i tak musi zapłacić.
Reżyseria: Jean Girault
Scenariusz: Jean Girault, Jacques Vilfrid
Obsada:
- Francis Blanche – pan Bricheton
- Claudine Coster – Virginie
- Jean-Henri Chambois – szef restauracji
- Bernard Musson – właściciel hotelu
- Daniel Ceccaldi – zakochany w Virginie
- Laure Paillette – dozorczyni
- Jean Droze – Louis, kelner
- Charles Bayard – klient
- Philippe Dumat – klient
- Florence Blot – klientka

## Wieczór z gwiazdą
Simon wygrywa konkurs w którym nagrodą jest wieczór z gwiazdą.
Reżyseria: Philippe de Broca
Scenariusz:  Philippe de Broca, Daniel Boulanger
Obsada:
- Darry Cowl – Simon Taquet
- Geneviève Cluny – Patricia Padigton, gwiazda
- Pierre Doris – Sam Chips, organizator
- Philippe de Broca –
- Bibi Morat  – chłopiec
- Roger Trapp – agent Tapin
- Jacques Hilling – reporter
- Jean-Pierre Rambal – służący
- Madeleine Clervanne – dozorczyni

## Jacht
Fabuła: Para małżeńska wygrywa jacht, ale żadne z nich nie wie o wygranej drugiego. Oboje zamierzają zabrać w podróż jachtem swoich kochanków, którzy następnie się w sobie zakochują.
Reżyseria: Jean Girault
Scenariusz: Jean Girault, Jacques Vilfrid
Obsada:
- Pierre Mondy – Henri Duchemin
- Jacqueline Maillan – Élisabeth Duchemin
- France Anglade – Corinne
- Philippe Nicaud – Philippe
- Jean Lefebvre – marynarz
- Jacques Seiler – barman

## Wielka wygrana
Fabuła: Rodzina Beaurepaire wygrywa na loterii sporą sumę pieniędzy. Szczęśliwcy nie chcą jej stracić i w tym celu jak najszybciej dowieść do banku. Po drodze zostają umiejętnie przekonani do nic nie wartych inwestycji.
Reżyseria: Jack Pinoteau
Scenariusz: Jack Pinoteau, Jacques Emmanuel
Obsada:
- Louis de Funès – Antoine Beaurepaire
- Blanchette Brunoy – pani Beaurepaire, żona Antoine’a
- France Rumilly – Danielle Beaurepaire, córka Antoine’a
- Noël Roquevert – jubiler
- Max Montavon – sprzedawca biżuterii
- Jean Ozenne – recepcjonista w hotelu
- Robert Rollis – taksówkarz
- Jack Ary
- René Hell – sprzedawca gazet
- Nono Zammit
- Henri Lambert
- Jean-Claude Brialy – automobilista
- Adrien Cayla-Legrand